# Wajsznory
Wajsznory (niem. Weischnuren) – wieś w Polsce, położona w województwie warmińsko-mazurskim, w powiecie kętrzyńskim, w gminie Kętrzyn.
| SIMC    | Nazwa    | Rodzaj    |
| ------- | -------- | --------- |
| 0990557 | Wilamowo | część wsi |

W latach 1975–1998 miejscowość administracyjnie należała do województwa olsztyńskiego.